# Fraxinus chinensis
Fraxinus chinensis, el fresno de China, de Corea o árbol de Urapán es una especie arbórea del género Fraxinus, perteneciente a la familia de las Oleáceas originaria de Asia. Fue introducido en Colombia en 1960,  plantándose a lo largo de las calles de ciudades y de áreas rurales. Sin embargo ha existido la duda de si los urapanes bogotanos son uhdei o chinensis. Mahecha et al., 2010 se inclina por el segundo, pero un trabajo de la Universidad Distrital Francisco José De Caldas en 2020 concluye que son el primero.

## Rango de distribución
Es nativa del Asia templada, Federación Rusa (Primorie, Sajalín); 
China; este de Asia: Corea; Asia tropical: Indochina, Vietnam. En Colombia ha sido introducido y cultivado entre los 1500 y 2900 metros.

## Las semillas-helicópteros
Luego de ser polinizadas, las flores femeninas del urapán se desarrollan en forma de frutos secos, alargados y aplanados, conocidos técnicamente como sámaras. Estos frutos tienen la semilla guardada en uno de sus extremos, mientras que el otro tiene la forma de un ala aplanada, que los ayuda a volar y ser dispersados por el viento. Cuando caen del árbol, empujados tal vez por un fuerte viento, los frutos van cayendo, girando en forma circular, como la hélice de un helicóptero. Centenares de estos frutos se encuentran caídos en el suelo bajo los urapanes en la temporada de fructificación y resulta divertido recogerlos y lanzarlos al vacío desde sitios elevados, una y otra vez, para ver cómo giran y vuelan.

## Un árbol grande y prolífico
Los ejemplares maduros de urapán son árboles de porte bastante impresionante, llegan a alcanzar 25 metros de altura y alrededor de 1 m de diámetro del tronco, con lo que superan la estatura de la mayoría de árboles nativos de clima frío, a excepción de algunos de los más grandes, como el roble y el cedro. Los urapanes son árboles de rápido crecimiento y son notables por ser muy prolíficos. Sus semillas caen y germinan por todas partes y por esto es fácil encontrar plántulas creciendo sin cuidado en macetas, alcantarillas y lotes abandonados.

## Fauna asociada
- Sus hojas son consumidas por pavas (Penelope perspicax).
- Sus flores visitadas por abejas domésticas (Apis mellifera).
- Sus frutos inmaduros son consumidos por monos aulladores (Alouatta seniculus).

## Usos
Con la madera se elaboran cabos de herramientas y diversas artesanías. También es usada en carpintería, como leña o como planta ornamental, plantada en parques, jardines y avenidas.
Contiene la cumarina Fraxetin.

## Taxonomía
Fraxinus chinensis fue descrita por William Roxburgh y publicado en Flora Indica; or descriptions of Indian Plants 1: 150. 1820.
Etimología
Ver: Fraxinus
chinensis: epíteto geográfico que alude a su localización en China. 
Sinonimia
- Fraxinus chinensis subsp. chinensis
- Fraxinus chinensis var. rotundata Lingelsh.
- Fraxinus lingelsheimii Rehder
- Fraxinus medicinalis S.S.Sun
- Fraxinus rhynchophylla var. huashanensis J.L.Wu & Z.W.Xie
- Fraxinus sargentiana Lingelsh.
- Fraxinus szaboana Lingelsh.
- Fraxinus velutina Lingelsh.
- Fraxinus yunnanensis Lingelsh.

subsp. rhynchophylla (Hance) A.E.Murray
- Fraxinus densata Nakai
- Fraxinus hopeiensis Tang
- Fraxinus intermedia Nakai
- Fraxinus japonica Blume ex K.Koch
- Fraxinus koshiensis Koidz.
- Fraxinus nakaiana Koidz.
- Fraxinus ornus var. bungeana Hance
- Fraxinus rhynchophylla Hance
- Fraxinus stenocarpa Koidz.
- Fraxinus stenocarpa (Koidz.) T. Yamaz.[5][6]